# Gaucelin de Lodève
Gaucelin de Raymond de Montpeyroux est un prélat français, évêque de Lodève de 1162 à 1187.

## Biographie
Gaucelin est originaire d'une famille de la noblesse du village de Montpeyroux. Il est nommé Abbé de l'abbaye d'Aniane en 1161. En 1165, il assiste, aux côtés de nombreux dignitaires laïcs et ecclésiastiques de la région, à la rencontre avec les « bons hommes ». À l'issue de cette dernière, les « bons hommes » sont déclarés hérétiques par Gaucelin de Lodève.
On[Qui ?] garde trace[style à revoir], pour l'année 1165, d'un échange épistolaire, composé de trois lettres, entre l'évêque Gaucelin et les moines de l'abbaye cistercienne de Sylvanès. Les moines consultent Gaucelin dans le but de clarifier certains points de doctrines controversés, notamment sur la nature du Christ.